# Такеда Нобухіро (даймьо)
Такеда Нобухіро (3 березня 1431 — 23 червня 1494) — 1-й даймьо Осіми (на острові Хоккайдо). Відомий також як Какідзакі Нобухіро.

## Життєпис
Походив з самурайського роду Вакаса-Такеда, гілки клану Такеда. Нащадок Такеда Удзінорі, молодшого сина голови клану Такеда Нобутаке (пом. 1359). Старший син Такеда Нобутака, сюґо провінцій Вакаса і Танґо. Народився у замку Аой у місті Обама провінції Вакаса.
Незважаючи на те, що він був старшим сином, його батько призначив своїм спадкоємцем Кунінобу, молодшого брата Нобухіро. Близько 1451 року Такеда Нобухіро разом з 5 самураями втік з провінції Вакаса. У 1454 році приєднався до Андо Норісуе, вигнаного за межі клану Цугару (північ Хонсю). Такеда Нобухіро висадився в Мацумае. Невдовзі одружився з названою донькою Какідзакі Суесіґе, увійшовши до клану Какідзакі. З цього часу став зватися Какідзакі Нобухіро (蠣崎 信廣).
Він з японським загоном грабував місцеве айнське населення. Це викликало зрештою 1457 року потужне повстання айнів на чолі із вождем Косямаіном. На думку дослідників, японці майже повністю були вигнані з Хоккайдо. Але Нобухіро залишився, очоливши решту японців в замку Ханадзава. Запекла боротьба тривала до 1458 року, коли спротив айнів було придушено, а їх очільники загинули у битві при Нанаехама. В цей же час Какідзакі Нобухіро стає незалежним даймьо Осіми.
У 1462 році після смерті тестя очолив рід Какідзакі. Того ж року заснував власну резиденцію — замок Кацуяма. В подальші роки поступово підкорив айнів Хоккайдо та повністю приборкав усі самурайські роди на острові. З 1475 року став отримувати данину з айнів південного Сахаліну. На момент своєї смерті 1494 року мав значні володіння, ставши незалежним даймьо. Цьому сприяла постійна війна на о. Хонсю між іншими японськими родами. Володіння успадкував син Какідзакі Міцухіро.